# Janusz Mazurek
Janusz Andrzej Mazurek (ur. 25 października 1943 w Niemienicach, zm. 22 maja 2024) – polski polityk, prawnik i urzędnik samorządowy, radca prawny, senator II kadencji.

## Życiorys
W 1966 ukończył studia prawnicze na Uniwersytecie Marii Curie-Skłodowskiej. W 1968 wstąpił do PZPR. W 1978 otrzymał stopień doktora nauk prawnych. W drugiej połowie lat 60. odbył aplikację sądową, następnie pracował w Prezydium Wojewódzkiej Rady Narodowej w Lublinie (w wydziale organizacyjno-prawnym). Od 1970 był związany z UMCS (jako nauczyciel akademicki w Katedrze Postępowania Cywilnego i Międzynarodowego Prawa Handlowego). W 1995 uzyskał wpis na listę radców prawnych.
W 1980 wstąpił do Solidarności, w stanie wojennym został internowany od 4 maja 1982 do 15 października 1982.
W 1991 z ramienia związku został senatorem II kadencji wybranym w województwie lubelskim. Od 1998 do 2006 pełnił funkcję wiceprezydenta Lublina. W 2006 bezskutecznie ubiegał się o mandat radnego miasta z listy Prawa i Sprawiedliwości; w radzie miejskiej V kadencji zasiadł w 2007, zastępując Grzegorza Czeleja, wybranego do Senatu.

## Odznaczenia
W 2011 otrzymał Złoty Krzyż Zasługi, w 2021 odznaczony Krzyżem Wolności i Solidarności. W 2024 pośmiertnie uhonorowany Krzyżem Oficerskim Orderu Odrodzenia Polski.